# Armand Hayem
Armand Lazare Hayem, né le 24 juillet 1845 à Paris 3e et mort le 1er aout 1889 à Paris 8e, est un homme de lettres et homme politique défenseur des thèses de Proudhon. Il a écrit sous le pseudonyme de Victor Sem.

## Biographie
Il est le fils de  Simon Isaac dit Hayem (1811-1845) et de Flora Abraham (1817-1878). Il est le frère de Charles Hayem, Georges Hayem et de Julien Hayem.
Il est élu conseiller général de Montmorency en 1871. Bien qu'ayant échoué plusieurs fois aux élections législatives en Seine-et-Oise, il avait depuis dix-huit ans conservé les fonctions de conseiller général.
Malgré sa situation brillante et très enviée, atteint de dyspepsie, il subissait depuis longtemps un véritable martyre, craignant sans cesse de mourir d’inanition. Cet homme riche avait faim, et cherchait à se nourrir quand même et à tout moment. Depuis quelque temps de grands médecins, collègues de son frère, lui faisaient subir un traitement sévère, qui en font bientôt la proie d’idées noires et de crises nerveuses.
« Cela ne va pas bien du tout », répond-il d’une voix triste à la marchande du kiosque à journaux qui lui demandait de ses nouvelles. Après avoir reçu quelques amis à déjeuner, il rentre seul dans son cabinet. Vers quatre heures, sa femme, entrée dans le cabinet, le découvre étendu sur un canapé, la tempe droite trouée d’une balle, n’ayant pu survivre aux souffrances physiques qu’il endurait.
La "Fondation Hayem" abrite la Maison de retraite des artistes français à Montlignon.

## Publications

### Théâtre
- Corinne et Mme de Staël, [Extrait de la "Conférence du rez-de-chaussée], impr. de E. Donnaud (Paris), 1864.
- Le Mariage, Didier (Paris), 1872 Texte intégral
- Le Collier, C. Lévy (Paris), 1881.
- La Science, l'homme au XIXe siècle,  L. Cerf (Paris), 1885.
- Don Juan d'Armana, [drame en 4 actes],  A. Lemerre (Paris), 1886.
- Le Don Juanisme, A. Lemerre (Paris), 1886, lire en ligne sur Gallica.

### Brochures politiques, généralement sous le pseudonyme de Victor Sem
- Quelques conséquences du principe des nationalités, ou Essai de critique politique, A. Lacroix, Verboeckhoven et Cie (Paris), 1868, lire en ligne sur Gallica.
- De la Représentation nationale, ou du Plus juste moyen de conjurer les dangers d'une fausse représentation, Paris, A. Lacroix, Verboeckhoven et Cie , 1869, lire en ligne sur Gallica.
- La Démocratie représentative, Le Chevalier (Paris), 1873-1874, lire en ligne sur Gallica.
- L'être social, F. Alcan (Paris),1881, lire en ligne sur Gallica, 2ème édition, 1885, lire en ligne sur Gallica.